# Yaotsu
Yaotsu (jap. 八百津町 Yaotsu-chō) – miasto w Japonii, na wyspie Honsiu, w prefekturze Gifu. Według danych na rok 2020 miejscowość zamieszkiwało 10 195 mieszkańców , a gęstość zaludnienia wyniosła 79,2 os./km².